# Racopilum marginatum
Racopilum marginatum là một loài rêu trong họ Racopilaceae. Loài này được Dixon mô tả khoa học đầu tiên năm 1918.